# Francesc Buscató
Francesc Buscató Durlán, detto Nino (Barcellona, 21 aprile 1940), è un ex cestista e allenatore di pallacanestro spagnolo.

## Carriera
Con la Spagna ha disputato tre edizioni dei Giochi olimpici (Roma 1960, Città del Messico 1968, Monaco 1972) e otto dei Campionati europei (1959, 1961, 1963, 1965, 1967, 1969, 1971, 1973).

## Palmarès

### Giocatore
- Campionato spagnolo: 2

Barcellona:  1958-59
Joventut de Badalona: 1966-67
- Copa del Rey: 2

Barcellona: 1959
Joventut de Badalona: 1969